# Adelieledone adelieana
Adelieledone adelieana — вид головоногих из семейства Megaleledonidae отряда осьминогов
Максимальная длина тела 16 см. Обитают в полярных водах Южного океана. Донный вид, встречаются на глубине от 139 до 680 м. Adelieledone adelieana считается находящимся вне опасности, безвреден для человека, объектом промысла не является.